# الإوزاوات

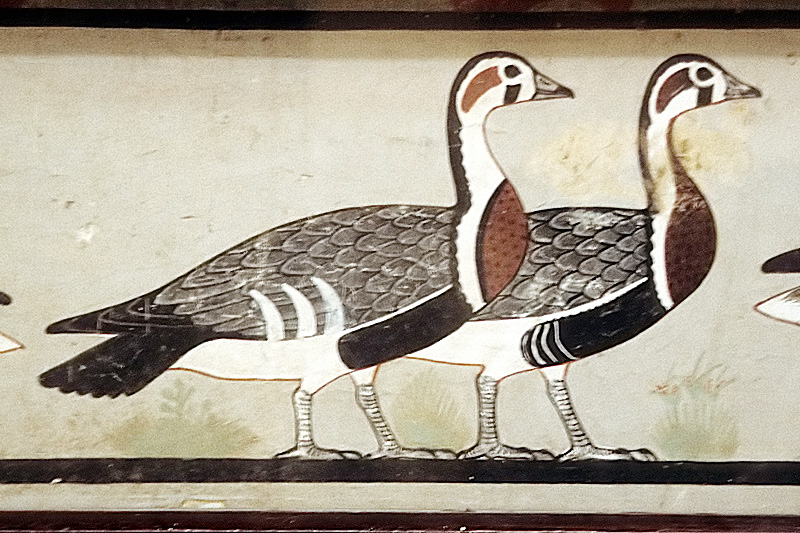
رسم قديم من المتحف المصري

الإوز أو الإوزاوات أو الوزّيات (الاسم العلمي: Anserinae) هي أسرة من الطيور تتبع فصيلة البط من رتبة الإوزيات. هناك إوز البري والإوز المدجن الذي يربى تجاريا للاستفادة من لحومها وكبدها وريش[ ؟ ]ها. هناك أنواع عديدة من الإوز المشهور منها إوز تولوز والإوز العراقي والذي يعرف باسم (تم) ،كبير الحجم ذو عنق طويل له صوت كصوت النفير لونه أبيض بمنقار برتقالي، والإوز المصري ويتسم بصغر حجمه حيث يزن الذكر حوالي 4 كغم ويكون لونه رمادي أو أبيض ومن اسمه نشأ في مصر وانتشر في أنحاء العالم. يربى إوز العراقي (تم) في البرك والبري منه يتنقل عبر العالم ويزور دلتا النيل شتاء وهو معروف في جميع أنحاء العالم وتدور حوله أساطير كثيرة. تم استئناس الطيور (2500 سنة قبل الميلاد) وقد تم استئناس الإوز في مصر قبل الميلاد بحوالي 3800 سنة، ولم تستأنس الدواجن في الغرب إلا منذ حوالي 800 سنة.
أسرة الإوز تضم البط والإوز والإوز العراقي، ولهذه الفصيلة انتشار عالمي في كل قارات العالم عدا القطب الجنوبي، وفي معظم جُزر العالم ومجموعات الجزر.
تستطيع هذه الطيور السباحة والعوم على سطح الماء، والغوص في بعض الحالات، ولو في المياه السطحية على الأقل. وتضم هذه الفصيلة 146 نوعا في 40 جنسا، وهذه الطيور تقتات على الأعشاب بشكل عام. ونظام الزواج عندها هو الزواج الأحادي، أي أن كل فرد يتزوج زوجة واحدة فقط ويبقى معها حتى يموت أحدهما.
العديد من أنواع هذه الفصيلة يهاجر سنويا. وبعضها يربيه البشر للانتفاع من لحمه، وكثير منها يتعرض للصيد من أجل الاستفادة منها أو لمجرد التسلية، ولهذا، خمسة أنواع منها أصبحت منقرضة منذ عام 1600، وكثير منها مهدد بالانقراض.

## الوصف
البط والإوز والأوز العراقي طيور صغيرة الحجم أو كبيرة، أجسامها بشكل عام تكون عريضة وطويلة ممدودة، أما الأنواع التي تستطيع الغطس في الماء فتكون أكثر استدارة، ويتراوح حجم الأنواع الحية من الصغير جدا، كإوز القطن القزم (Nettapus coromandelianus)، الذي يبلغ طوله 26.5 سنتمترا فقط ووزنه 164 غراما، إلى الكبير جدا كالتم البواق (Cygnus buccinator)، الذي يصل طوله إلى 183 سنتمترا ووزنه إلى 17.2 كيلوغراما.
أجنحة[ ؟ ] الإوزيات صغيرة ومستدقة الرأس، ومدعّمة بعضلات قوية تمكنها من تحريكها بسرعة عند الطيران، كما تملك الإوزيات عامةً أعناقا طويلة يختلف طولها من نوع لآخر، أما سيقانها وأقدامها فقصيرة وقوية وموجودة في الجزء الخلفي من الجسم، خصوصا عند الأنواع المائية منها، وملمسها كالجلد وشكلها كالحراشف (الجلد الخشن الذي تملكه الزواحف)، ولهذا ولشكل جسمها أيضا فإن الإوزيات تستصعب المشي على اليابسة، ولكنها ماشيات أقوى من غيرها من الطيور المائية كالغطاسيات، ويوجد على أقدام الإوزيات أوتار أو أغشية بين الأصابع، ومناقيرها تتكون من بروتين الكيراتين، وتغطيها طبقة رقيقة وحساسة من الجلد، ولهذا يكون ملمس مناقيرها كملمس الجلد.
ريش[ ؟ ] الإوزيات يستطيع إزالة الماء بشكل ممتاز، وذلك لاحتوائه على زيوت مميزة. العديد من أنواع البط تظهر ما يعرف بمثنوية الشكل الجنسية، إذ يكون الذكور أفتح لونا من الإناث، أما الإوز والإوز العراقي والبط الصفّار فلا يظهرون هذه المثنوية أو الاختلاف بين الجنسين من حيث الشكل.

## الغذاء
الإوزيات البالغة بشكل عام طيور نباتية، تقتات على الأعشاب والنباتات المائية، ولكن هناك أنواع منها يأكل السمك أيضا، وكذلك الرخويات ومفصليات الأرجل المائية، وفي عدة أنواع من الإوزيات يأكل الصغار كميات كبيرة من اللافقاريات، ولكن بعد البلوغ تصبح نباتية بالكامل.

## العلاقة مع البشر
يستخدم البشر ريش البط والإوز في صناعة الأغطية والوسائد والمعاطف، كما يستخدمون لحمها في الغذاء، والعلاقة بين الإوزيات والبشر قديمة جدا، فهي شديدة الأهمية بالنسبة للبشر، كما استفاد العديد من أنواع البط من الارتباط بالبشر. وفي المقابل هناك العديد من الإوزيات تشكل آفة[ ؟ ] على البشر، من خلال تدمير المحاصيل الزراعية ونقل بعض الأمراض كإنفلونزا الطيور.
منذ عام 1600 تعرضت خمسة أنواع من البط للانقراض بسبب تصرفات البشر، أما اليوم فهناك العديد من الأنواع تعتبر مهددة بالانقراض، والسبب في ذلك هو عمليات الصيد وتدمير المواطن وإدخال بعض الأنواع إلى مواطن أنواع أخرى. وقد قامت العديد من الحكومات وغيرها من المنظمات بإنجازات جيدة لحماية البط، وذلك عن طريق حماية مواطنها وإنشاء مواطن أخرى لها وإصدار قوانين لحمايتها.

## مراجع

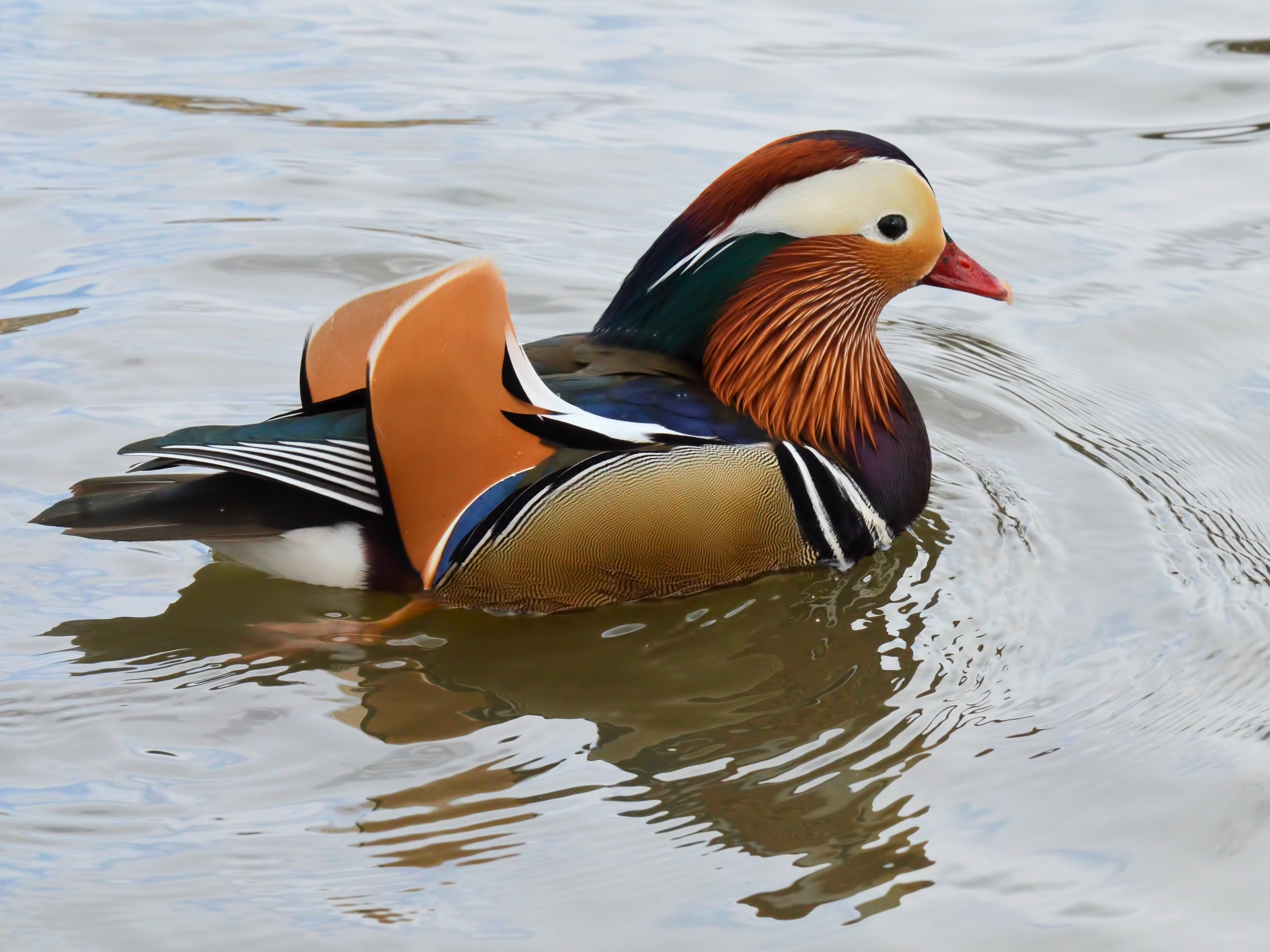
بط الماندرين أو البط الصيني

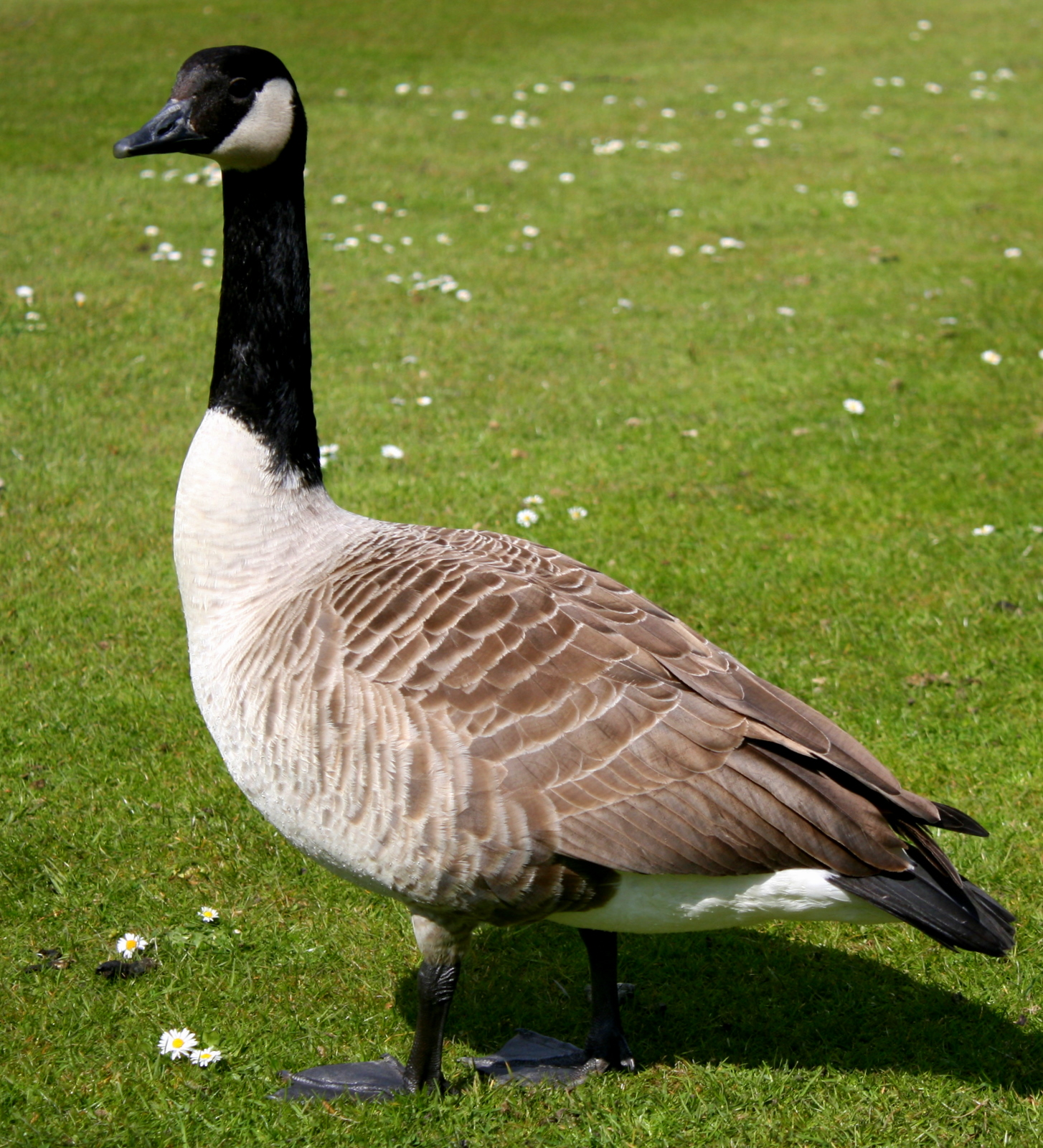
إوز كندي